# 二叔丁醚
二叔丁醚（英語：di-tert-butyl ether）是一種醚，具有分子式C8H18O。它在常溫常壓下是一种无色液体，具有类似于樟脑的刺激氣味，可作為溶剂。

## 合成
二叔丁醚的製備可由碳酸银与叔丁基氯在乙醚溶剂中反应，釋出二氧化碳和氯化银後製得。然而，在此製程中也會形成叔丁醇和异丁烯等副产物。

## 反应
二叔丁醚可在強熱下与浓盐酸反应而分解為叔丁基氯。 

## 相关化學品
- 二正丁醚
- 二仲丁醚
- 二异丁醚